# Montoussé
Montoussé é uma comuna francesa na região administrativa de Occitânia, no departamento dos Altos Pirenéus. Estende-se por uma área de 7,88 km². Em 2010 a comuna tinha 259 habitantes (densidade: 32,9 hab./km²).